# كزافييه بيتل
كزافييه بيتل من مواليد 3 مارس 1973 في لوكسمبورغ (بونفوا)، هو سياسي من لوكسمبورغ. شغل منصب رئيس بلدية مدينة لوكسمبورغ من 2011 حتى 2013، وكان عضوا في مجلس النواب اللكسمبورغي والمجلس المحلي لمدينة لوكسمبورغ.
أصبح في 4 ديسمبر 2013 رئيسا للوزراء مترئساً حكومةَ «ائتلاف كبير» (ائتلاف الإشارة الضوئية) حكومة بيتل-شنايدر، التي جمعت بين الليبراليين والاشتراكيين والبيئيين. وبعد الانتخابات العامة في لوكسمبورغ عام 2018 أصبح بيتل أول رئيس وزراء مثلي الجنس
علنا في العالم يعاد انتخابه لولاية ثانية، مترئساً حكومةَ «ائتلاف كبير» (ائتلاف الإشارة الضوئية) حكومة بيتل-شنايدر 2، التي جمعت بين الليبراليين والاشتراكيين والبيئيين، والتي تعتبر استكمالا للحكومة السابقة.
بيتل هو أول رئيس وزراء مثلي الجنس في لكسمبورغ، وثالث رئيس وزراء مثلي الجنس على مستوى العالم بعد رئيسة وزراء آيسلندا السابقة من 2009 إلى 2013 يوهانا سيغورذاردوتير ورئيس وزراء بلجيكا السابق من 2011 إلى 2014 إليو دي روبو. في سنة 2020، يعتبر كزافييه بيتل واحدا من ثلاثة رؤساء الحكومات مفصحين عن مثليتهم علنا، الآخران هما تيشيخ (رئيس وزراء آيرلندا) ليو فرادكار ورئيسة وزراء صربيا آنا برنابيتش.

## النشأة والتعليم
ولد بتيل في 3 مارس 1973 في مدينة لوكسمبورغ. كان والده، كلود بيتل، تاجرًا للنبيذ، وكانت والدته، آنيلا، فرنسية من أصل روسي. بعد الانتهاء من المدرسة الأوروبية،
حصل بيتل على درجة الماجستير في القانون العام والقانون الأوروبي وحصل على شهادة الدراسات المعمقة في القانون العام والعلوم السياسية في كلية القانون في نانسي 2 (فرنسا).
وشارك أيضا في برنامج إيراسموس في جامعة أرسطو (سلانيك، اليونان)، حيث قام بدورات في القانون البحري والقانون الكنسي. قام بيتل لمدة أربع سنوات في أوائل عام 2000 بتنشيط برنامج محادثات أسبوعي، على قناة لكسمبورغية خاصة. عام 2017، حصل أيضًا على الدكتوراه الفخرية من «جامعة القلب المقدس في لوكسمبورغ».

## الحياة السياسية
عضو في الحزب الديمقراطي (DP) منذ عام 1988، يعتبر كزافييه بيتل واحد من أصغر السياسيين في الحزب. في عام 1991، انتخب رئيسا للدائرة الانتخابية الوسطى ونائبا للرئيس الوطني للشباب الديمقراطي والليبرالي. من 1994 إلى 2002، شغل منصب الرئيس الوطني للشباب الديمقراطي والليبرالي.
وقد سجل كزافييه بيتل نفسه كمرشح على قائمة الحزب الديمقراطي في الدائرة الانتخابية الوسطى للانتخابات الوطنية في 13 يونيو 1999، حيث انتخب لمجلس النواب. خلال الانتخابات المحلية في 10 أكتوبر 1999 انتخب أيضا لمنصب عضو بالمجلس البلدي لمدينة لوكسمبورغ.
في عام 2004 تم تسجيله على قائمة الحزب الديمقراطي للانتخابات الوطنية والأوروبية حيث أعيد انتخابه لمجلس النواب. في أعقاب الانتخابات البلدية في أكتوبر 2005، انضم إلى أعضاء المجلس المحلي حيث كُلف بشكل خاص للعمل الاجتماعي والشباب. كما أعيد انتخابه في الانتخابات البرلمانية التي جرت في 7 يونيو 2009. تحصل على المركز الأول على قائمة الحزب الديمقراطي في الدائرة الانتخابية الوسطى، وتم تعيينه رئيسا للمجموعة البرلمانية للحزب.
وأظهرت استطلاعات مختلفة بأن بيتل واحد من أكثر الشخصيات السياسية شعبية في لكسمبورغ، بعد جان كلود يونكر، رئيس الوزراء آنذاك. في فبراير 2013، انتخب رئيسا لحزبه السياسي بنسبة 96.5٪ من أصوات أعضاء الحزب.

### رئيس بلدية مدينة لوكسمبورغ
خلال الانتخابات البلدية في أكتوبر 2011، حافظ حزبه على الأغلبية في مدينة لوكسمبورغ مع 33,65% من الأصوات. كان الفارق بيم رئيس البلدية المنتهية ولايته والذي تولى المنصب لمدة 12 عاما، بول هلمينغر وبين بيتل 514 صوتا، وأصبح في عمر 38، أصغر رئيس لبلدية عاصمة أوروبية. كما أصبح أول مثلي الجنس يترأس بلدية لكسمبورغ

### العهدة الأولى
في أعقاب الانتخابات التشريعية في 20 أكتوبر 2013، تم تكليفه بتشكيل حكومة جديدة.تفاوض على تشكيل حكومة «ائتلاف كبير» مع حزب العمال الاشتراكي في لوكسمبورغ وحزب الخضر في لوكسمبورغ. عين رئيسا للوزراء في 4 ديسمبر بعد أن عرض حكومةً من خمسة عشر عضوا في اليوم نفسه، حيث تم تعيين الاشتراكي إيتيان شنايدر نائبا لرئيس الوزراء ووزيرا للاقتصاد. وشنايدر مثلي الجنس أيضا. وبذلك تصبح لكسمبورغ أول دولة في العالم أين كلا رئيس وزراءها ونائبه مثليان جنسيان.
ركزت سياسته على بعض الإصلاحات الاجتماعية كإقرار زواج المثليين في لكسمبورغ في سنة 2014 ودخول القانون حيز التنفيذ في 2015، وبعض الإصلاحات الدينية المسيحية كتغيير مواد الحصص الدينية في المدارس إلى حصص عن الأخلاق العامة والسعي إلى مزيد من الفصل بين الكنيسة والدولة.

### العهدة الثانية
في أعقاب الانتخابات التشريعية في 2018، أصبح أول رئيس وزراء مثلي الجنس علنا في العالم، يعاد انتخابه لولاية ثانية. وهو يرأس الحكومة مع نائبي رئيس الوزراء إيتيان شنايدر وفيليكس براتس. تم تشكيلها في 5 ديسمبر 2018. تعتبر الحكومة استمرارا لائتلاف إشارات المرور بين الحزب الديمقراطي، حزب العمال الاشتراكي في لوكسمبورغ، وحزب الخضر في لوكسمبورغ لحكومة بيتل-شنايدر، مع تغييرات طفيفة.
في 16 سبتمبر 2019، بعد اجتماع ثنائي قصير حول وضع مفاوضات انسحاب المملكة المتحدة من الاتحاد الأوروبي، واصل بيتيل مؤتمرا صحفيا بدون رئيس الوزراء البريطاني بوريس جونسون، بعد انسحاب جونسون فجأة بسبب احتجاج مناهض ضد انسحاب بريطانيا من الاتحاد الأوروبي، نظمه مواطنون بريطانيون يعيشون في لوكسمبورغ. أشار بيتيل إلى المنصة الفارغة لجونسون وأكد أن حكومة المملكة المتحدة لم تقدم أي مقترحات ملموسة لإدخال تعديلات على اتفاقية الانسحاب في المملكة المتحدة، ولا سيما «الحدود مع أيرلندا» الذي يرغب جونسون في استبداله. هذا على الرغم من التصريحات العلنية لرئيس الوزراء جونسون وأن تاريخ مغادرة المملكة المتحدة من الاتحاد الأوروبي يقترب بسرعة. ذكرت وسائل الإعلام البريطانية المؤيدة لانسحاب المملكة المتحدة من الاتحاد الأوروبي الأمر ككمين، بينما نقلت وسائل الإعلام البريطانية والدولية الأخرى الحادث إلى حد كبير، ورد فعل وسائل الإعلام البريطانية المؤيدة لانسحاب المملكة المتحدة من الاتحاد الأوروبي على ذلك، كإثبات للبراعة والخطابة الفارغة لرئيس الوزراء جونسون، وتقلص وضع المملكة المتحدة بعد خروج بريطانيا من الاتحاد الأوروبي، وتزايد فرط الحساسية والنفور من النقاد والسياسيين المؤيدين لانسحاب المملكة المتحدة من الاتحاد الأوروبي والسياسيين للنقد.

## الحياة الخاصة
أعلن كزافييه بيتل عن كونه مثلي الجنس عام 2008. صرح بأن في لكسمبورغ وبنسبة متزايدة «لايهتم الناس إذا كان الشخص مثليا أو لا». بيتل هو أول رئيس وزراء مثلي الجنس في لوكسمبورغ، وثالث رئيس وزراء مثلي الجنس على مستوى العالم بعد رئيسة وزراء آيسلندا السابقة من 2009 إلى 2013 يوهانا سيغورذاردوتير ورئيس وزراء بلجيكا السابق من 2011 إلى 2014 إليو دي روبو. في سنة 2020، يعتبر كزافييه بيتل واحدا من ثلاثة قادة دوليين مفصحين عن مثليتهم، الآخران هما تيشيخ (رئيس وزراء آيرلندا) ليو فرادكار ورئيسة وزراء صربيا آنا برنابيتش.
عاش كزافييه بيتل منذ سنة 2010 في اتحاد مدني مع غوتييه ديستيناي، وهو مهندس معماري بلجيكي. في أغسطس / آب 2014، تقدم غوتيبه ديستناي بخطبة كزافييه بيتل ووافق الآخير على ذلك ورد بنعم. وتزوج الشريكان في بلدية لكسمبورغ في 15 مايو 2015.

## الأوسمة والاستحقاقات
| الوسام أو الجائزة | الوسام أو الجائزة                          | البلد     | التاريخ |
| ----------------- | ------------------------------------------ | --------- | ------- |
|                   | وسام الاستحقاق المدني                      | إسبانيا   | 2007    |
|                   | وسام أورانج ناساو (الضابط الكبير)          | هولندا    | 2012    |
|                   | وسام تاج البلوط (صليب الفارس الكبير)       | لوكسمبورغ | 2014    |
|                   | وسام جوقة الشرف (القائد)                   | فرنسا     | 2015    |
|                   | وسام التاج (الصليب الكبير)                 | بلجيكا    | 2017    |
|                   | وسام الأمير هنري (الصليب الكبير)           | البرتغال  | 2017    |
|                   | وسام صليب تيرا ماريانا (عضو الطبقة الأولى) | إستونيا   | 2018    |
|                   | وسام أورانج ناساو (صليب الضابط الكبير)     | هولندا    | 2018    |

## روابط خارجية
- كزافييه بيتل على موقع الموسوعة البريطانية (الإنجليزية)
- كزافييه بيتل على موقع مونزينجر (الألمانية)